# Субботники (Гродненская область)
Суббо́тники или Субо́тники (бел. Субо́тнікі) — деревня в Ивьевском районе Гродненской области Республики Беларусь. Административный центр Субботникского сельсовета.

## История
Имя Субботники утвердилось за поселением ещё в 1545 г. Прежде Субботники именовались также Гераненами Монивидовыми и принадлежали Радзивиллам.
Сегодня деревня является центром сельсовета Ивьевского района, на реке Гавья. На автодороге Ивье — Шальчининкай (Литва). Деревня насчитывает 776 жителей, 316 дворов (2000 г.).
Расположена в 18 км на север от районного центра Ивье, 9 км от железнодорожной станции Гавья.
В XVII веке в Ошмянском повете Виленского воеводства ВКЛ.
В 1636 году на средства князя Альберта Радзивилла в Старых Геранёнах построен деревянный костёл (не сохранился).
С 1795 года в Российской империи. В 2-й половине XIX века местечко, центр волости Ошмянского повета Виленской губернии.
В 1885 году — 445 жителей, 44 двора, костёл, часовня, богадельня, школа (56 мальчиков и 4 девочки), пивоварный завод, магазин, корчма, 2 ежегодные ярмарки.
В 1890 году — 347 жителей, 39 дворов, мельница, бровар — собственность Уместовских.
В 1905 году — 711 житель, народное училище.
С 1921 года в составе Польши, центр гмины Воложинского (с 1926 г. Лидского) повета Новогрудского воеводства, 542 жителей, 99 дворов.
С сентября 1939 года в БССР, с 12 октября 1940 года центр сельсовета Ивьевского района. В Великую Отечественную войну 10 июня 1944 года частично сожжена.

## Инфраструктура
В Субботниках есть средняя школа, детский сад, Дом культуры, библиотека, больница, отделение связи, памятник землякам, которые погибли во 2-ю мировую войну, памятник архитектуры — Костёл святого Владислава (1904—1907 г.).

## Культура
- Дом культуры

## Достопримечательности
- Краснокирпичный костёл святого Владислава. Высокая трехъярусная звонница экспрессивно прорисована на фоне неба истонченным до размеров иглы шпилем. Так же выглядит брама, встроенная в ограду со следующими друг за другом каплицами.

Церковь строили Владислав и Янина Умястовские. Ещё не оконченный, храм был освящён в 1904 году. В нём и похоронили его основателя, а затем в усыпальницу были внесены останки его родственников. Об этом сообщает мемориальная доска, установленная в 1931 году в крипте храма, где находится фамильная усыпальница Умястовских. На надгробии, предназначенном для Янины (она предусмотрительно позаботилась о нём сама), нет ни имени, ни дат: графиня умерла вдалеке от родового гнезда — в Риме. Костёл в 2004 году отметил своё 100-летие.
- Католическое кладбище
- Братская могила советских воинов, партизан и жертв фашизма

### Памятник, скульптура
- Памятник землякам, погибшим в Великую Отечественную войну

## Галерея

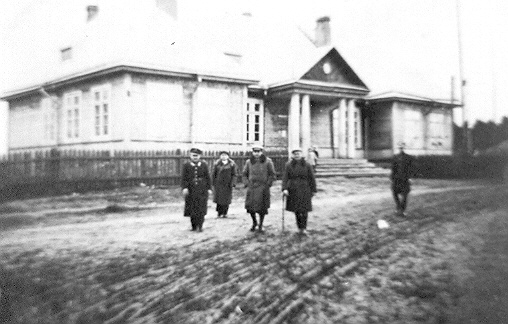
Здание администрации, 1930-е
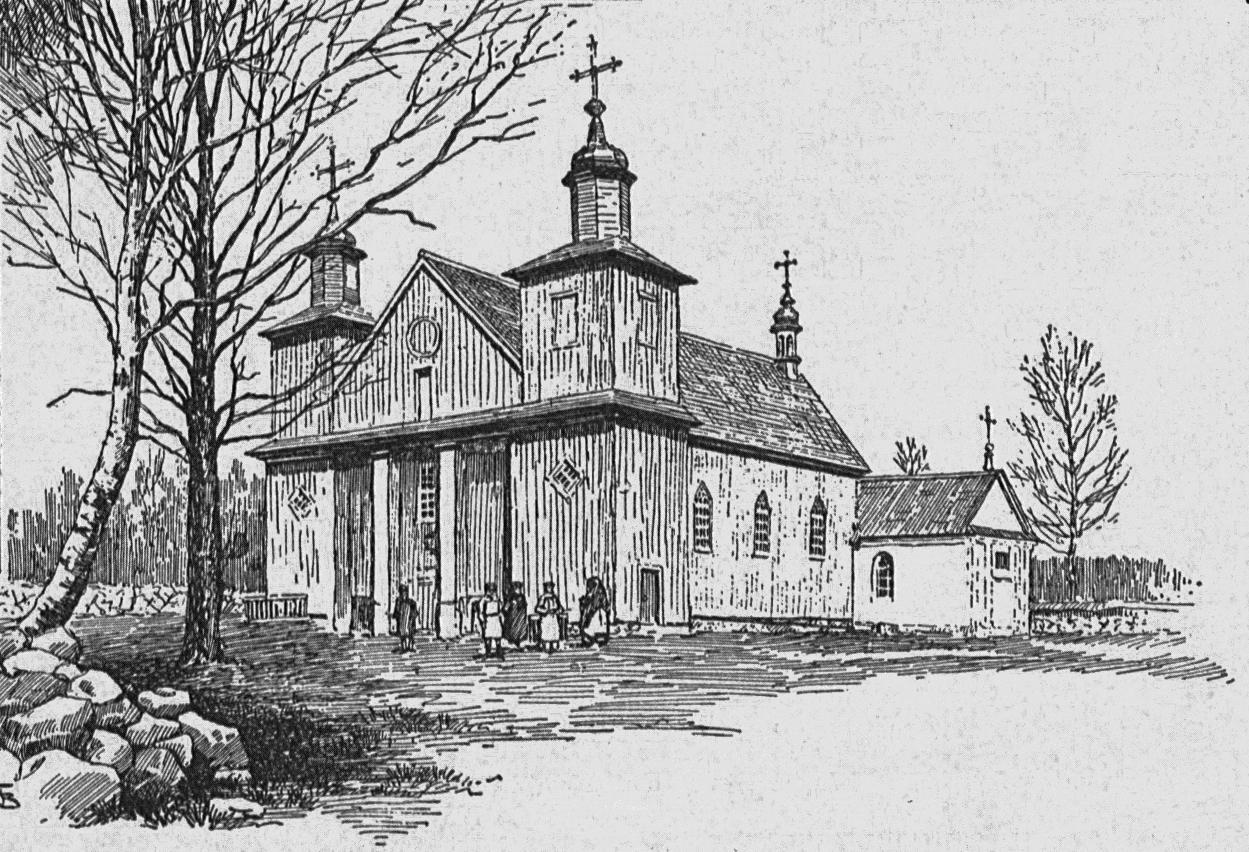
Старый костёл в Субботниках (иллюстрация 1900 г.)
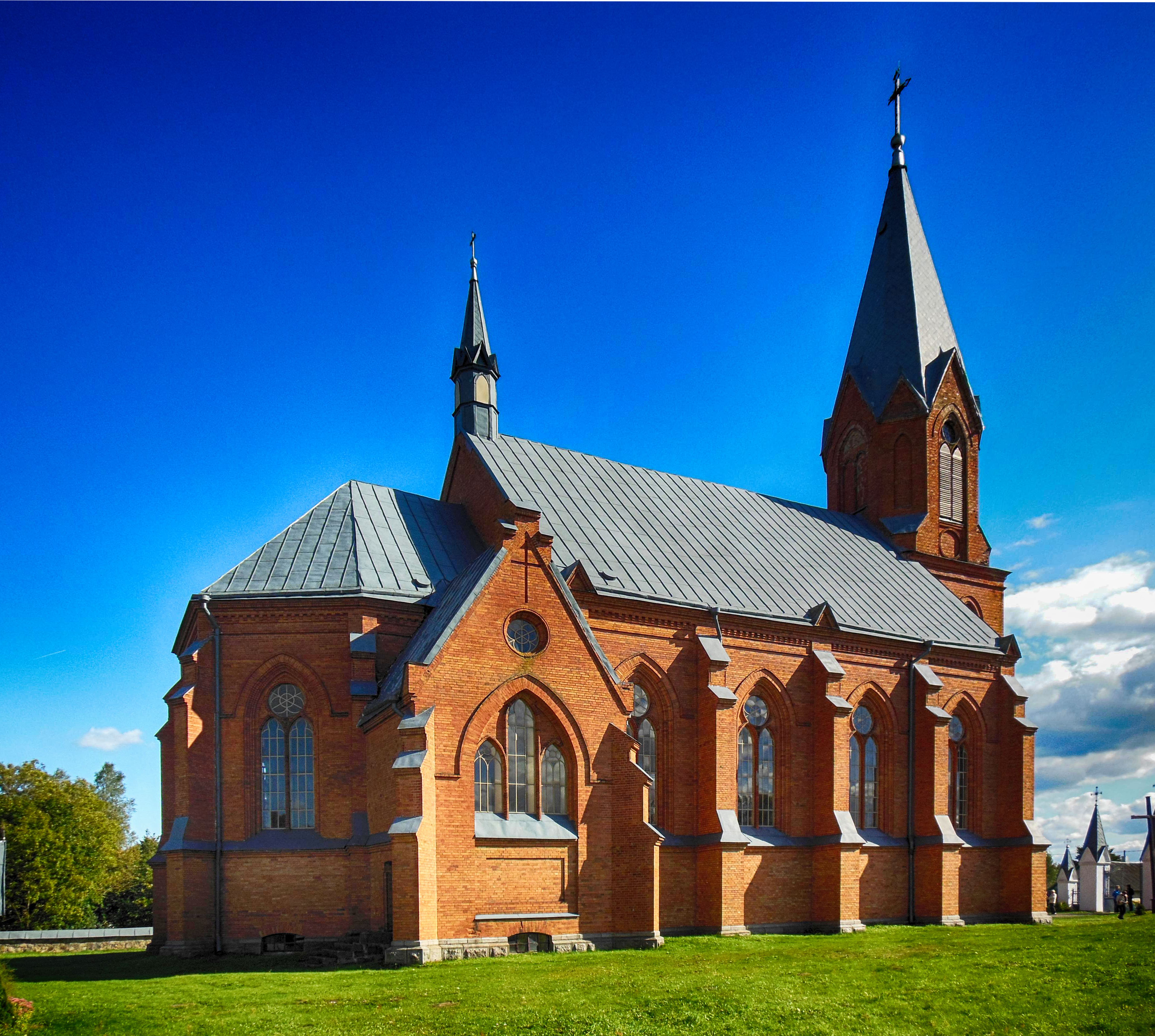
Костёл святого Владислава
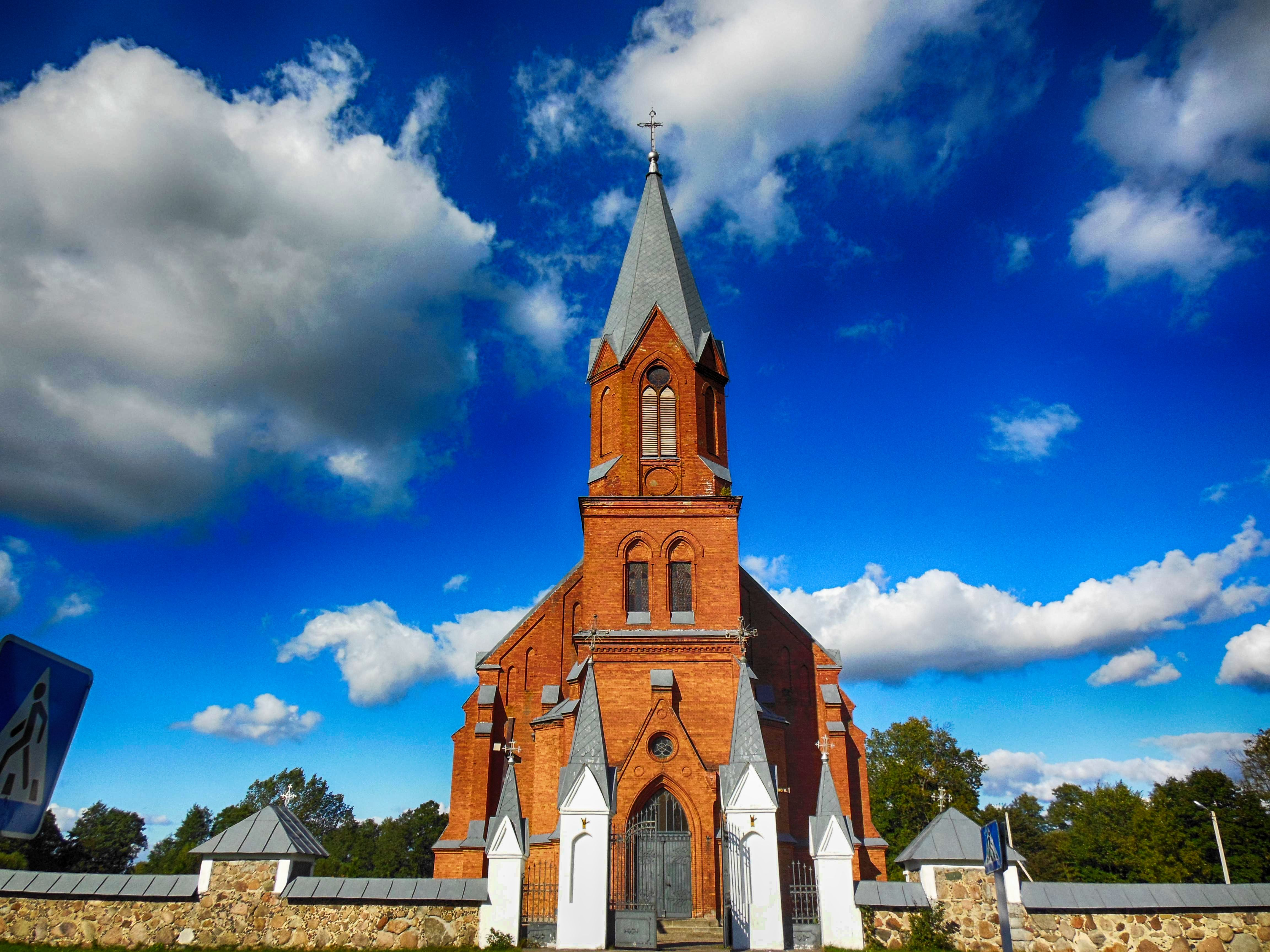
Костёл святого Владислава